# Zizeeria knysna
Zizeeria knysna är en fjärilsart som beskrevs av Henry Trimen 1862. Zizeeria knysna ingår i släktet Zizeeria och familjen juvelvingar. Inga underarter finns listade i Catalogue of Life.

## Bildgalleri

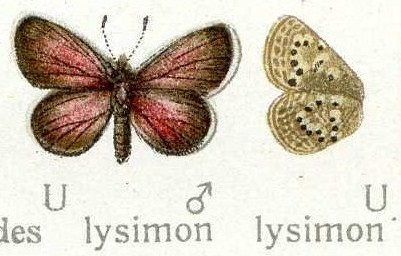
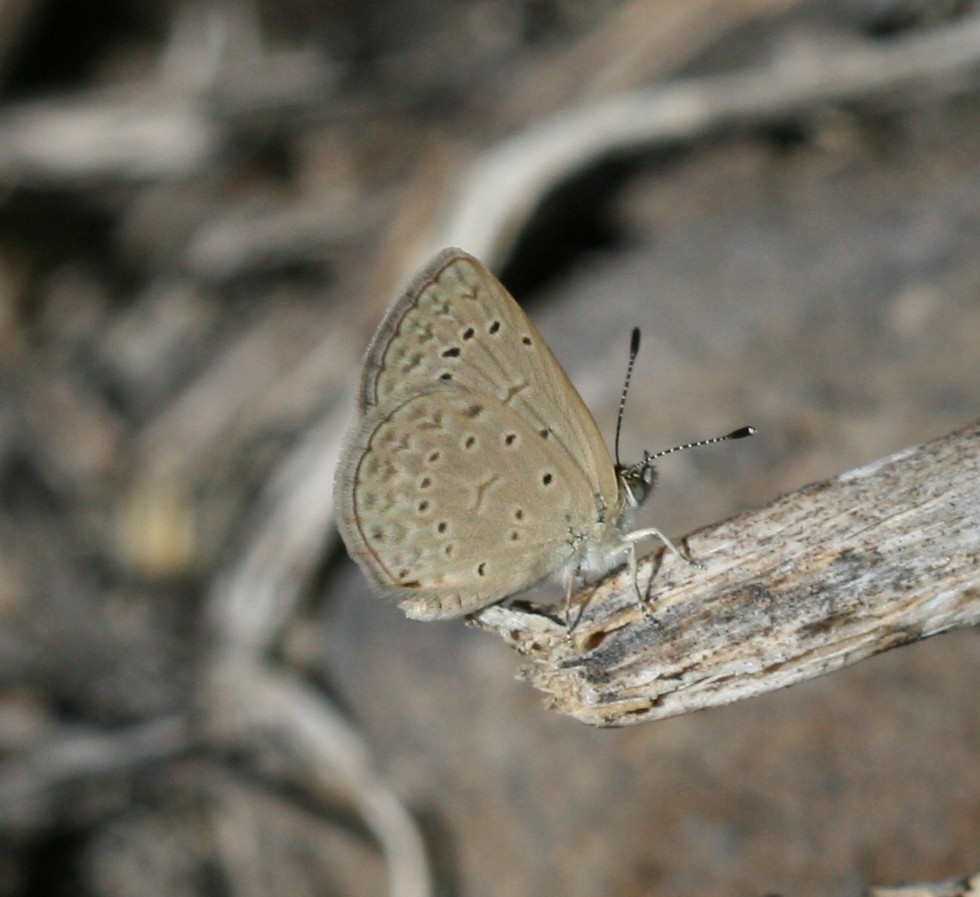
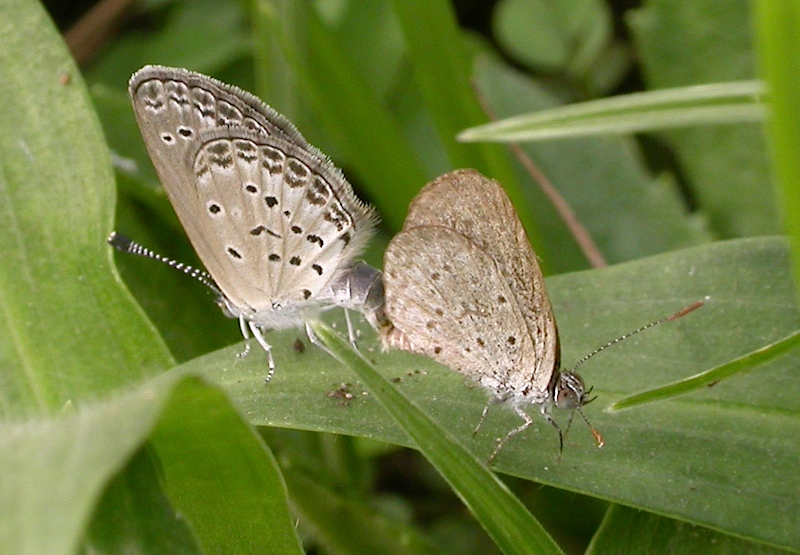
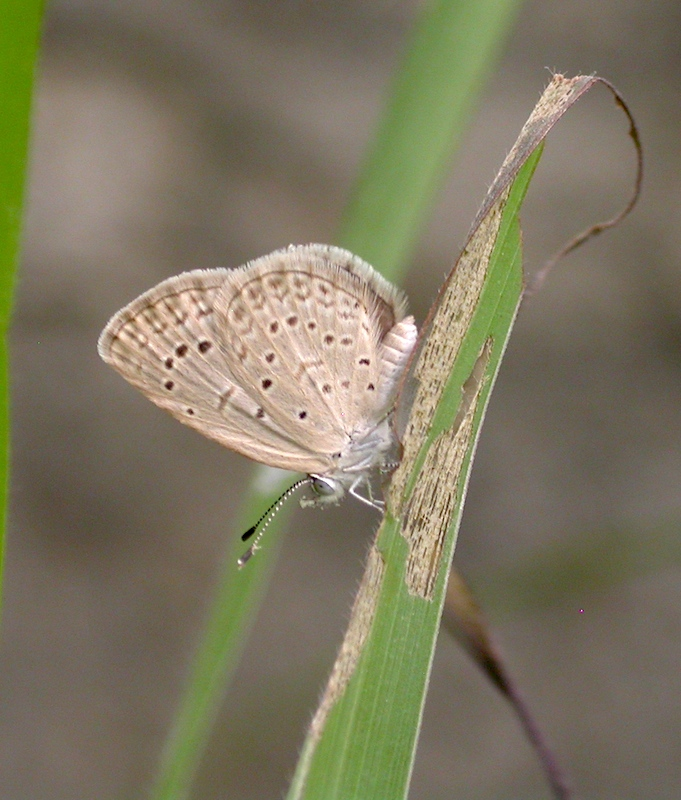
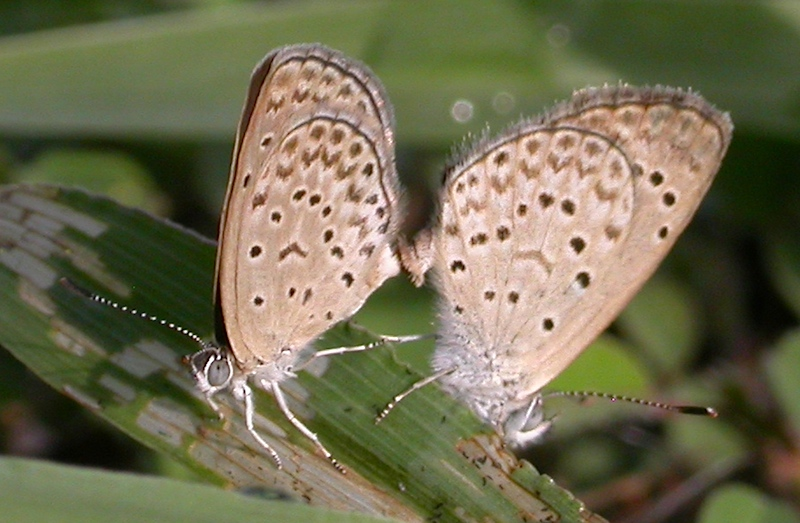
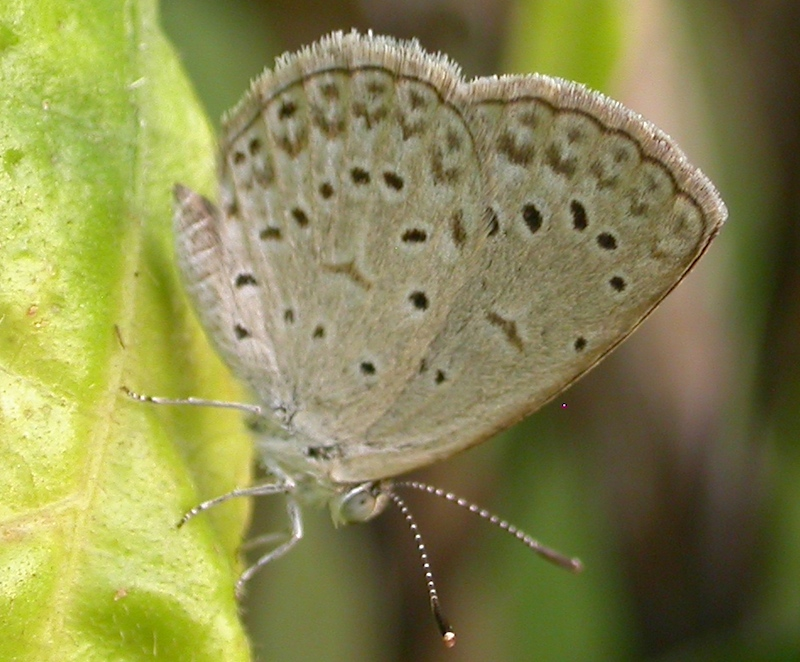